# Катарина Крпеж
Катарина Крпеж Шлезак (2. мај 1988, Сомбор) је рукометна репрезентативка Србије. Игра на позицији десног крила. Тренутно је члан мађарског клуба Ерда. Са рукометном репрезентацијом Србије освојила је сребрну медаљу на Светском првенству 2013, злато на Медитеранским играма исте године и четврто место на Европском првенству 2012.